# Arcastes ismaili
Arcastes ismaili es un coleóptero de la familia Chrysomelidae.
Fue descrita científicamente por primera vez en 2000 por Mohamedsaid.